# Облизанная рука
«Облизанная рука» (англ. Licking Hand), также известная как «Люди тоже могут лизать» — городская легенда. Существует несколько версий, и впервые она была обнаружена в печати еще в феврале 1982 года.
В различных вариациях истории молодая девушка или близорукая женщина остаётся одна дома, боясь местного убийцы. Ее единственный компаньон — домашняя собака, и она чувствует себя спокойнее ночью, когда собака, как кажется, лижет ей руку. В какой-то момент она обнаруживает, что собаку либо убили, либо она никогда не была с ней в доме. Тот, кто облизывал её руку, был убийцей.
По мнению, высказанному Брунвандом в книге The Choking Doberman (1984), эта история хорошо известна людям всех возрастов, но Майкл Уилсон в этом сомневается, считая её более распространённой среди подростков; сам он впервые услышал её в 1991 году.
На истории основан эпизод Safe at Home сериала Freaky Stories(1998).